# Sistema de coordenades supergalàctic
El sistema de coordenades supergalàctic  són coordenades celestes en un sistema de coordenades esfèriques que va ser dissenyat per tenir el seu equador alineat amb el pla supergalàctic, una estructura important en l'univers local format per la distribució preferencial dels cúmuls de galàxies properes (com ara el cúmul de la Verge, el Gran Atractor i el supercúmul Perseu-Peixos) cap a un pla (de dues dimensions). L'avió supergalàctic va ser reconegut per Gérard de Vaucouleurs el 1953 del catàleg Shapley-Ames, encara que una distribució plana de nebuloses havia estat assenyalada per William Herschel més de 200 anys abans. Per convenció, la latitud supergalàctica i la longitud supergalàctica s'indiquen amb SGB i SGL, respectivament, per analogia, a b i l utilitzat convencionalment per coordenades galàctiques. El punt de longitud supergalàctic zero es defineix per la intersecció d'aquest pla amb el pla galàctic.

## Definició
- El pol nord supergalàctic (SGB=90°) es troba en les coordenades galàctiques (l =47.37°, b =+6.32°). En les coordenades equatorials l'(època és J2000), això és aproximadament (AR=18.9 h, Dec=+15.7°).
- El punt zero (SGB=0°, SGL=0°) es troba en (l=137.37°, b=0°). En les coordenades equatorials J2000, això és aproximadament (2.82 h, +59.5°).